# Les Bordes (Loiret)
Les Bordes ist eine französische Gemeinde mit 1.846 Einwohnern (Stand: 1. Januar 2022) im Département Loiret in der Region Centre-Val de Loire. Die Gemeinde gehört zum Arrondissement Orléans und ist Teil des Kantons Sully-sur-Loire. Die Einwohner werden Bordiers genannt.

## Geographie
Les Bordes liegt etwa 38 Kilometer ostsüdöstlich von Orléans. Im Norden liegt der Wald von Orléans. An der südlichen Gemeindegrenze verläuft der Fluss Bonnée. Umgeben wird Les Bordes von den Nachbargemeinden Bray-en-Val im Norden und Westen, Lorris im Norden und Nordosten, Ouzouer-sur-Loire im Osten und Südosten sowie Bonnée im Süden und Südwesten.
Durch die Gemeinde führt die frühere Route nationale 152 (heutige D952).

## Bevölkerung
| 1962                       | 1968 | 1975 | 1982 | 1990 | 1999 | 2006 | 2018 |
| -------------------------- | ---- | ---- | ---- | ---- | ---- | ---- | ---- |
| 845                        | 861  | 1024 | 1117 | 1389 | 1445 | 1678 | 1911 |
| Quellen: Cassini und INSEE |      |      |      |      |      |      |      |

## Sehenswürdigkeiten
- Kirche Saint-Martin, ursprünglich aus dem 12. Jahrhundert, während des Hundertjährigen Kriegs zerstört, 1447 wieder errichtet und erneut errichtet zwischen 1864 und 1868
- See Le Petit Moulin
- Natura-2000-Gebiet im Loiretal

## Trivia
Der 18-Loch-Golfplatz in der Gemeinde ist der erste in Frankreich gewesen.